# Definició de codi obert
La definició de codi obert (OSD) és un document publicat per l'Open Source Initiative. Derivada de les directrius de programari lliure de Debian de Bruce Perens, la definició és l'estàndard més comú per al programari de codi obert. La definició té deu criteris, com ara exigir codi font d'accés lliure i concedir els drets de codi obert a tothom que rebi una còpia del programa. Cobrint tant les llicències copyleft com les permissives, és efectivament idèntica a la definició de programari lliure, però motivada per consideracions més pragmàtiques i favorables als negocis. La junta de l'Open Source Initiative vota les propostes de llicències per certificar que compleixen la definició i manté una llista de llicències que compleixen al seu lloc web. La definició s'ha adaptat a la definició oberta de l'Open Knowledge Foundation per al coneixement obert i a les definicions de maquinari obert.

## Història
Hi ha hagut diversos intents de definir codi obert i programari lliure. Entre les primeres hi havia la Free Software Foundation de Free Software Foundation, que després es definia com les tres llibertats del Programari Lliure (Freedom Zero es va afegir més tard). Les versions publicades de la definició de programari lliure de la FSF ja existien l'any 1986, després d'haver estat publicades a la primera edició del (ara desaparegut) Butlletí de GNU.

### Directrius de programari lliure de Debian
El DFSG es va publicar per primera vegada juntament amb la primera versió del Contracte social de Debian el juliol de 1997. L'autor principal va ser Bruce Perens, amb l'aportació dels desenvolupadors de Debian durant una discussió d'un mes sobre una llista de correu privada, com a part del Contracte social de Debian més gran. Perens es va copiar a una discussió per correu electrònic entre Ean Schuessler (aleshores de Debian) i Donnie Barnes de Red Hat, en la qual Schuessler va acusar Red Hat de no dilucidar mai el seu contracte social amb la comunitat Linux. Perens es va adonar que Debian tampoc no tenia cap contracte social formal i immediatament va començar a crear-ne un. Les (aleshores) Tres Llibertats, que van precedir la redacció i promulgació de la DFSG, eren desconegudes pels seus autors.
Les directrius eren:
1. Redistribució gratuïta.
2. Inclusió del codi font.
3. Permet modificacions i treballs derivats.
4. Integritat del codi font de l'autor (com a compromís).
5. Sense discriminació de persones o grups.
6. Sense discriminació en camps d'esforç, com ara l'ús comercial.
7. La llicència s'ha d'aplicar a tots els a qui es redistribueix el programa.
8. La llicència no ha de ser específica per a un producte.
9. La llicència no ha de restringir cap altre programari.
10. Exemples de llicències: les llicències GNU GPL, BSD i Artistic són exemples de llicències considerades gratuïtes.[2][3]

### Codi obert
Quan Netscape va llançar el navegador Mozilla de codi obert l'any 1998, Bruce Perens va tornar a redactar un conjunt de directrius de codi obert per acompanyar el llançament. S'ha afirmat que la definició de codi obert es va crear retitulant el text exacte de la DFSG.
L'Open Source Initiative (OSI) va adoptar una versió modificada d'aquesta definició com a definició de codi obert. L'OSI utilitza l'etiqueta "codi obert", en lloc de "programari lliure", perquè considerava que aquest últim terme tenia una càrrega ideològica i política indesitjable, i volia centrar-se en els arguments pragmàtics i favorables als negocis per al programari de codi obert. Va adoptar un model organitzatiu tancat en lloc de basat en membres per tal de redactar la definició i treballar conjuntament amb una varietat més àmplia d'interessats que altres projectes gratuïts o de codi obert.
Un cop el DFSG es va convertir en la definició de codi obert, Richard Stallman va veure la necessitat de diferenciar el programari lliure del codi obert i va promoure la definició de programari lliure.

### Debian divergeix
El novembre de 1998, Ian Jackson i altres van proposar diversos canvis en un esborrany amb la versió 1.4, però els canvis mai es van fer oficials. Jackson va declarar que els problemes eren "la formulació solta" i la clàusula del pedaç.
La Resolució General de Debian 2004-003, titulada "Esmenes editorials al contracte social", va modificar el Contracte Social. El proposant Andrew Suffield va declarar:
"La regla és 'aquesta resolució només canvia la lletra de la llei, no l'esperit'. Majoritàriament, canvia la redacció del contracte social per reflectir millor el que se suposa que significa, i això és sobretot a la llum de qüestions que no es van tenir en compte quan es va redactar originalment".
No obstant això, el canvi de la frase "Prometem que la distribució Debian GNU/Linux de programari completament lliure" a "Prometem que el sistema Debian i tots els seus components seran lliures" va donar com a resultat que el gestor de llançaments, Anthony Towns, fes un canvi pràctic:
"Com que [SC #1] ja no es limita al 'programari', i com que aquesta decisió la van prendre els desenvolupadors després i durant la discussió sobre com hem de considerar el contingut no programari, com ara la documentació i el microprogramari, no crec que pugui justificar les decisions polítiques per eximir la documentació, el microprogramari o el contingut, ja que el Contracte Social s'ha modificat per cobrir totes aquestes àrees".
Això va provocar una altra Resolució General, 2004–004, en la qual els desenvolupadors van votar majoritàriament en contra de l'acció immediata, i van decidir ajornar aquests canvis fins a la següent versió (el desenvolupament del qual va començar un any més tard, el juny de 2005).

## Criteris
Proporcionar accés al codi font no és suficient perquè el programari es consideri "codi obert". La definició de codi obert requereix que es compleixin deu criteris:
1. Redistribució gratuïta[11]
2. El codi font ha de ser accessible i la llicència ha de permetre la redistribució en forma de codi font (en lloc de codi objecte ).[11] Per modificar el programari, cal accedir al codi font.[12]
3. Les obres derivades s'han de permetre i es poden redistribuir sota els mateixos termes de llicència que el producte de codi obert[11]
4. La llicència pot requerir que el programari original es distribueixi intacte, però només si les modificacions es poden distribuir com a pedaços sense restriccions.[11][12]
5. Sense discriminació entre usuaris[11]
6. Sense discriminació entre usos, inclòs l'ús comercial[11]
7. Tothom que rebi una còpia del programa té tots els drets de codi obert[11]
8. La llicència ha de cobrir tot el codi, no un producte o distribució en particular.[11][12]
9. És possible que no hi hagi restriccions sobre altres programaris distribuïts al mateix temps[11]
10. Neutralitat tecnològica: no es pot restringir l'ús a cap tecnologia en particular.[11] Per exemple, una llicència que requereix que un usuari faci clic en una casella per acceptar-la no és gratuïta perquè l'obra no es pot distribuir com a còpia en paper.[12]

La definició de codi obert està disponible sota una llicència Creative Commons (CC BY 4.0). Cobreix tant el copyleft —on la redistribució i les obres derivades s'han de publicar sota una llicència lliure— com les llicències permissives —on les obres derivades es poden publicar sota qualsevol llicència. Forma part del moviment de codi obert més que del moviment del programari lliure, i busca promoure la disponibilitat de programari de codi obert per a qualsevol persona que vulgui reutilitzar-lo, fins i tot els fabricants de programari propietari. No aborda les exempcions de responsabilitat de la garantia, tot i que són molt habituals al programari de codi obert. La definició no especifica una estructura de govern per a projectes de codi obert.

## Llicències conformes
L'OSI utilitza els criteris per aprovar determinades llicències com a compatibles amb la definició i mantenir una llista de llicències que compleixen. Les noves llicències han de presentar una proposta formal que sigui discutida per la llista de correu OSI abans que sigui aprovada o rebutjada pel consell d'OSI. Set llicències aprovades són especialment recomanades per l'OSI com a "populars, àmpliament utilitzades o amb comunitats fortes":
- Apache License 2.0
- BSD 3-Clause and BSD 2-Clause Licenses
- All versions of the GNU General Public License
- All versions of the GNU Lesser Public License
- MIT License
- Mozilla Public License 2.0
- Common Development and Distribution License (CDDL)
- Eclipse Public License version 2.0